# آيم ويذ يو
"I'm With You" هي ثالث أغنية منفردة تم إصدارها للألبوم الأول للمغنية الكندية آفريل لافين بعنوان "Let Go"، وهي أول أغنية منفردة قصصية وشاعرية (فياضة بالمشاعر القوية) تسجلها لافين. تم إطلاقها في أواخر عام 2002 وبداية عام 2003، باختلاف البلدان التي أطلقت فيها.
كسابقتها من الأغاني المنفردة من ألبوم "Let Go"، أضيفت هذه الأغنية إلى سلسلة النجاحات المتوالية للافين، واعتبرت إحدى أفضل الأغاني للعامين، حيث وصلت إلى المرتبة الأولى عالميا، وتمكنت من اقتحام المراتب الخمسة الأوائل في قائمة "Billboard Hot 100".

## حول الأغنية
الأغنية من تأليف آفريل لافين وفريق التأليف الغنائي المدعو بـ "المايتركس"، والذين عملت معهم لتأليف بعضا من أكثر أغانيها نجاحا في ألبومها الأول. تصنف الأغنية على أنها من نوع البوب روك، وتعتبر إلى جانب ذلك "Power Ballad"، أي أغنية ذات قوة عاطفية كبيرة، حيث يتخللها إيقاع هاديء، مع وجود بعض الألحان القوية والجياشة في بعض المقاطع، لتتناسب في ذلك مع فكرة الأغنية والجو السائد فيه. كذلك، فإن الكلمات المستخدمة في الأغنية ذات قوة تعطي الانطباع المرغوب، من حزن عميق، وضياع لا متناهي.
تم تسجيل الأغنية في مكسيكو سيتي، عاصمة المكسيك.

### معنى الأغنية
تدور الأغنية حول مشاعر الشخص الذي يشعر بالوحدة والغربة، بعيدا عن كل ما يألفه، حيث يتوه باحثا عن شخص ينقذه من هذا الوضع، ويدور في صراع مع نفسه، متسائلا ما إن كان كل هذا يحدث في مخيلته فقط.

## الفيديو
تعاونت لافين مع المصور الشهير "دايفيد لاشابيل"، من أجل إخراج فيديو الأغنية، حيث يصور لافين وهي تمشي وحدها في طريق مظلم في بعض المقاطع، بينما تتواجد في ناد ليلي وسط الزحام والمجون المنتشر بين الشباب، وتحاول الابتعاد عنهم. تنتهي الأغنية بخروج لافين من الناد الليلي بعد أن سأمت من ذلك الوضع.
تم تصوير الفيديو بالحركة البطيئة، لتتوافق مع جو الأغنية والإيقاع البطيء نوعا، إلا أن حركة فم لافين تتوافق مع وقت خروج الكلمات، نتيجة لتصوير الفيديو أثناء تسريع الأغنية بحوالي الضعف.

## روابط خارجية
- آيم ويذ يو على موقع أول موفي (الإنجليزية)